# John Slocum
John Slocum o Squsachtun (fl. 1882-1890) fou un amerindi squaxin (salish) resident a la reserva Skokomish, qui el 1882 va fundar l'Indian Shaker Church, barreja de catolicisme, protestantisme i pràctiques índies. Afirmava haver mort i ressuscitat després d'una malaltia, i s'anomenaven Shakers per les convulsions que feien quan entraven en trance. Malgrat ser perseguits, es van estendre arreu de Washington, Oregon, Idaho i Colúmbia Britànica entre les tribus squaxin, klallam, quinault, Lower Chehalis, yakama, i hupa entre d'altres.